# Pablo Sandoval
Pour les articles homonymes, voir Sandoval.
Pablo Emilio Sandoval (né le 11 août 1986 à Puerto Cabello, Venezuela) est un joueur de troisième but des Giants de San Francisco de la Ligue majeure de baseball.
Il évolue de 2008 à 2014 pour les Giants, avec qui il remporte les Séries mondiales 2010, 2012 et 2014. Il est nommé joueur par excellence de la Série mondiale de 2012 et est l'un des 4 joueurs dans l'histoire à avoir frappé 3 circuits dans un même match de Série mondiale. Il établit en 2014 l'actuel record de 26 coups sûrs dans les séries éliminatoires.
Sandoval évolue du début de la saison 2015 à juillet 2017 pour les Red Sox de Boston avant d'être libéré de son contrat et rapatrié par San Francisco.

## Carrière

### Giants de San Francisco

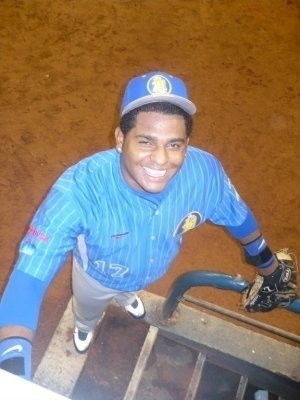
Pablo Sandoval jouant en décembre 2009 pour les Navegantes del Magallanes de la Ligue d'hiver du Venezuela.

Pablo Sandoval signe comme agent libre son premier contrat professionnel en 2003 avec les Giants de San Francisco.

#### Saison 2008
Il dispute son premier match dans le baseball majeur le 14 août 2008. Il frappe dans une moyenne au bâton de,345 avec 50 coups sûrs et 24 points produits à sa première saison avec l'équipe, au cours de laquelle il joue 41 matchs.

#### Saison 2009
En 2009, il connaît une excellente première moitié de saison, affichant une moyenne supérieure à ,300. Il est sélectionné au scrutin pour élire un dernier joueur sur l'équipe de la Ligue nationale au Match des étoiles de la Ligue majeure de baseball 2009, mais termine deuxième derrière Shane Victorino des Phillies de Philadelphie. Avec une moyenne au bâton de,330 (la deuxième meilleure des majeures), il ne concède le championnat des frappeurs de la Ligue nationale qu'à Hanley Ramirez des Marlins. Sandoval frappe 25 circuits et produit 90 points en 2009.
Même si 2009 est considérée la première saison complète de Sandoval dans le baseball majeur, il n'est pas en lice pour le titre de recrue de l'année, qu'il aurait eu d'excellentes chances de remporter. En effet, les règlements de la MLB considèrent qu'un joueur n'est plus une recrue s'il a totalisé 130 présences officielles au bâton avec un club des majeures, un chiffre que Sandoval a dépassé par 15 apparitions à la plaque en 2008.

#### Saison 2010

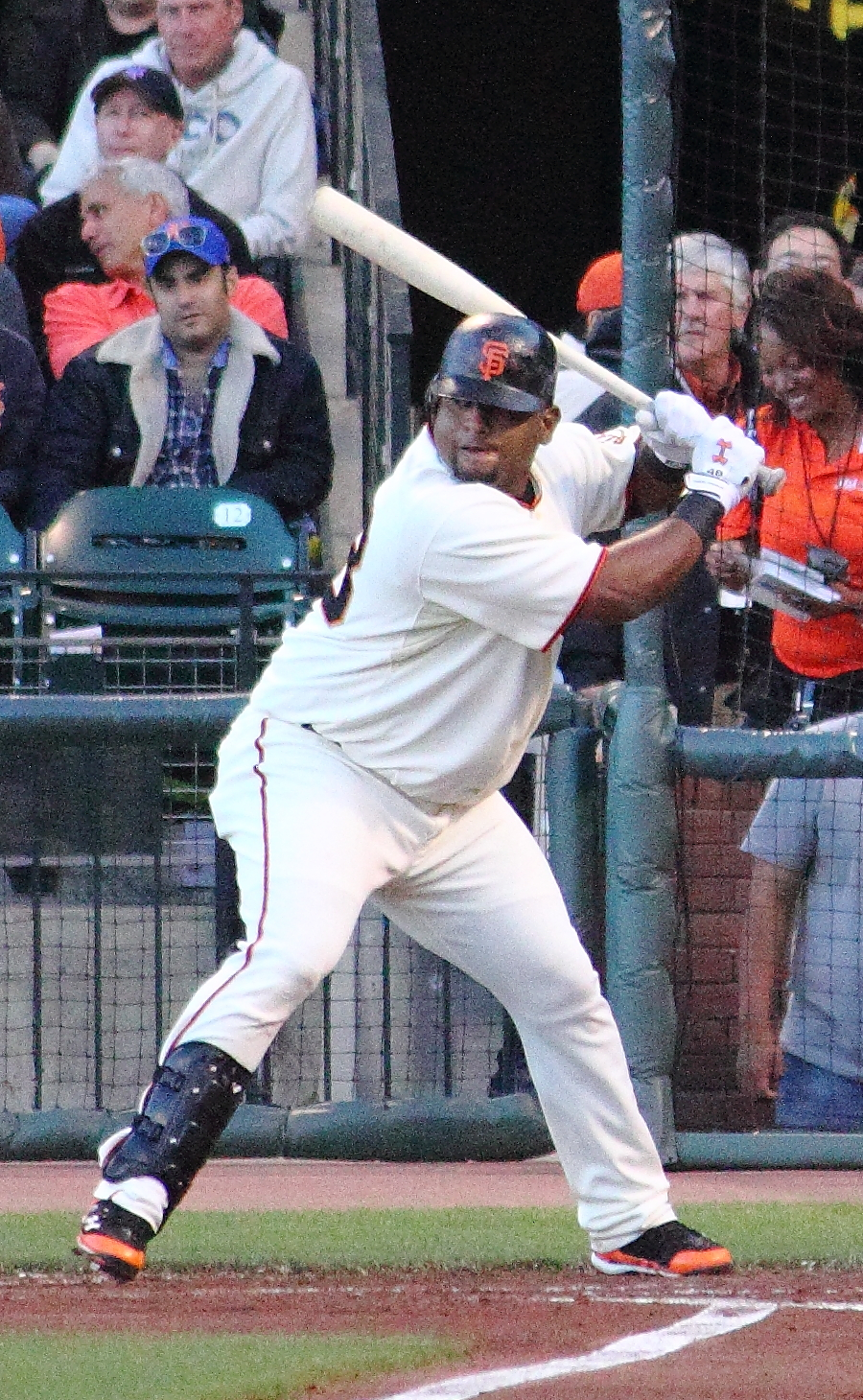
Pablo Sandoval au bâton pour les Giants en juillet 2010.

Durant l'entre saison 2009-2010, les Giants tentent de mettre Sandoval au régime pour lui faire perdre du poids. Il se présente au camp d'entraînement avec une quinzaine de livres (7 kg) de moins que l'année précédente, faisant osciller la balance à 262 livres (119 kg). Néanmoins, la forme physique du joueur ne satisfait pas l'équipe, et Sandoval connaît une année 2010 plus difficile sur le terrain, malgré les succès des Giants. De ,330 la saison précédente, sa moyenne au bâton chute à ,268 en 152 parties jouées. Il frappe 151 coups sûrs, dont 34 doubles (dix de moins qu'en 2009) et 13 coups de circuit. Il totalise 63 points produits.
Il connaît peu de succès en séries éliminatoires, avec à peine trois coups sûrs en 17 présences au bâton. Il produit deux points en Série de championnat de la Ligue nationale face aux Phillies. Laissé de côté à plusieurs reprises au profit de Juan Uribe et Edgar Renteria en matchs d'après-saison, il ne prend part qu'à un seul des cinq matchs de la Série mondiale 2010 que les Giants remportent sur les Rangers du Texas, et est blanchi en trois apparitions au bâton.
En novembre, une fois les séries éliminatoires terminées, le directeur-gérant des Giants, Brian Sabean, menace Sandoval de lui faire commencer la saison 2011 dans les ligues mineures avec les Grizzlies de Fresno s'il ne perd pas du poids durant l'hiver.

#### Saison 2011
Sandoval se présente au camp d'entraînement des Giants en bien meilleure forme, ayant perdu près d'une vingtaine de kilos. Il amorce bien la saison et mène son équipe pour la moyenne au bâton avant de faire un séjour sur la liste des joueurs blessés après un mois de saison régulière. Ses succès en attaque se poursuivent à son retour au jeu et il décroche en juillet sa première sélection au match des étoiles. Dans cette partie face aux étoiles de la Ligue américaine le 13 juillet à Phoenix, il frappe un double pour faire marquer le cinquième et dernier point de la Ligue nationale, qui l'emporte 5 à 1. Sandoval frappe au moins un coup sûr dans 22 parties consécutives avant la pause du match d'étoiles. C'est la plus longue série du genre par un joueur de la franchise depuis Willie McCovey en 1959.
Il termine la saison avec une moyenne au bâton de ,315 et une production offensive (23 circuits et 70 points produits) équivalente à celle de 2009 si l'on tient compte du fait qu'il ne joue en 2011 que 117 parties.

#### Saison 2012

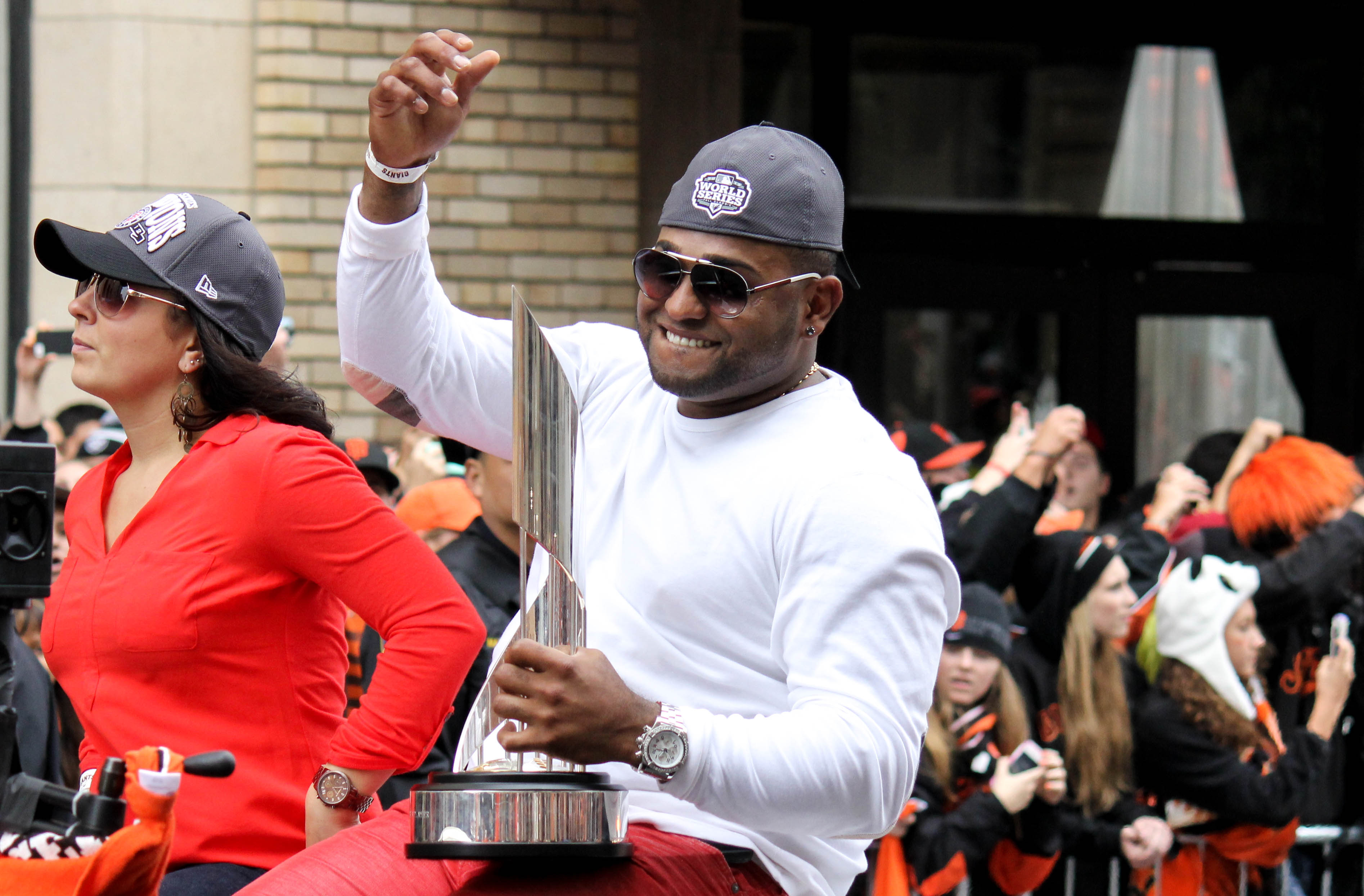
Pablo Sandoval avec le trophée du joueur par excellence de la Série mondiale lors du défilé des champions à San Francisco le 31 octobre 2012.

Le 18 janvier 2012, les Giants accordent à Sandoval une prolongation de contrat de 17,5 millions de dollars pour 3 saisons.
Il frappe au moins un coup sûr à ses 20 premiers matchs de la saison 2012.
Le 24 octobre, Sandoval frappe 3 circuits dans le premier match de la Série mondiale 2012 contre les Tigers de Détroit, deux d'entre eux contre Justin Verlander et un autre contre Al Albuquerque. Sandoval devient le quatrième joueur de l'histoire à frapper trois circuits dans un même match de Série mondiale après Babe Ruth (1926 et 1928), Reggie Jackson (1977) et Albert Pujols (2011). Il termine le match avec 4 coups sûrs et 4 points produits dans une victoire de 8-3 de son équipe. Les Giants remportent le titre après quatre victoires consécutives et Sandoval est nommé joueur par excellence de la Série mondiale, une première pour un athlète vénézuélien.

#### Saison 2013
En 2013, Sandoval frappe pour ,278 en 141 matchs avec 14 circuits et 79 points produits. Le 4 septembre, il frappe 3 circuits dans une victoire des Giants, 13-5 à San Diego.

#### Saison 2014
En 2014, Sandoval connaît un lent départ et sa moyenne au bâton ne dépasse pas la ligne de Mendoza avant la mi-mai, malgré les succès de son équipe. Il élève son jeu par la suite et termine l'année avec 16 circuits, 73 points produits et une moyenne au bâton de ,279 en 157 parties jouées. En défensive, il connaît une séquence de 73 parties sans commettre d'erreur au troisième but, loin cependant du record de franchise (97 par Jim Davenport de 1966 à 1968) ou du record des majeures (99 par John Wehner de 1992 à 2000 et Jeff Cirillo en 2001 et 2002).
Le 6 octobre 2014, il complète une série de 14 matchs consécutifs avec au moins un coup sûr en éliminatoires : la séquence amorcée le 15 octobre 2012 en Série de championnat est la deuxième plus longue de l'histoire en Ligue nationale, une partie plus courte que le record établi en 1995-1996 par Marquis Grissom. Le 15 octobre suivant, dans la Série de championnat 2014 de la Ligue nationale contre Saint-Louis, Sandoval établit le nouveau record de franchise en se rendant sur les buts dans un 22e match éliminatoire de suite, éclipsant la marque établie par Barry Bonds en 2002-2003.

### Red Sox de Boston

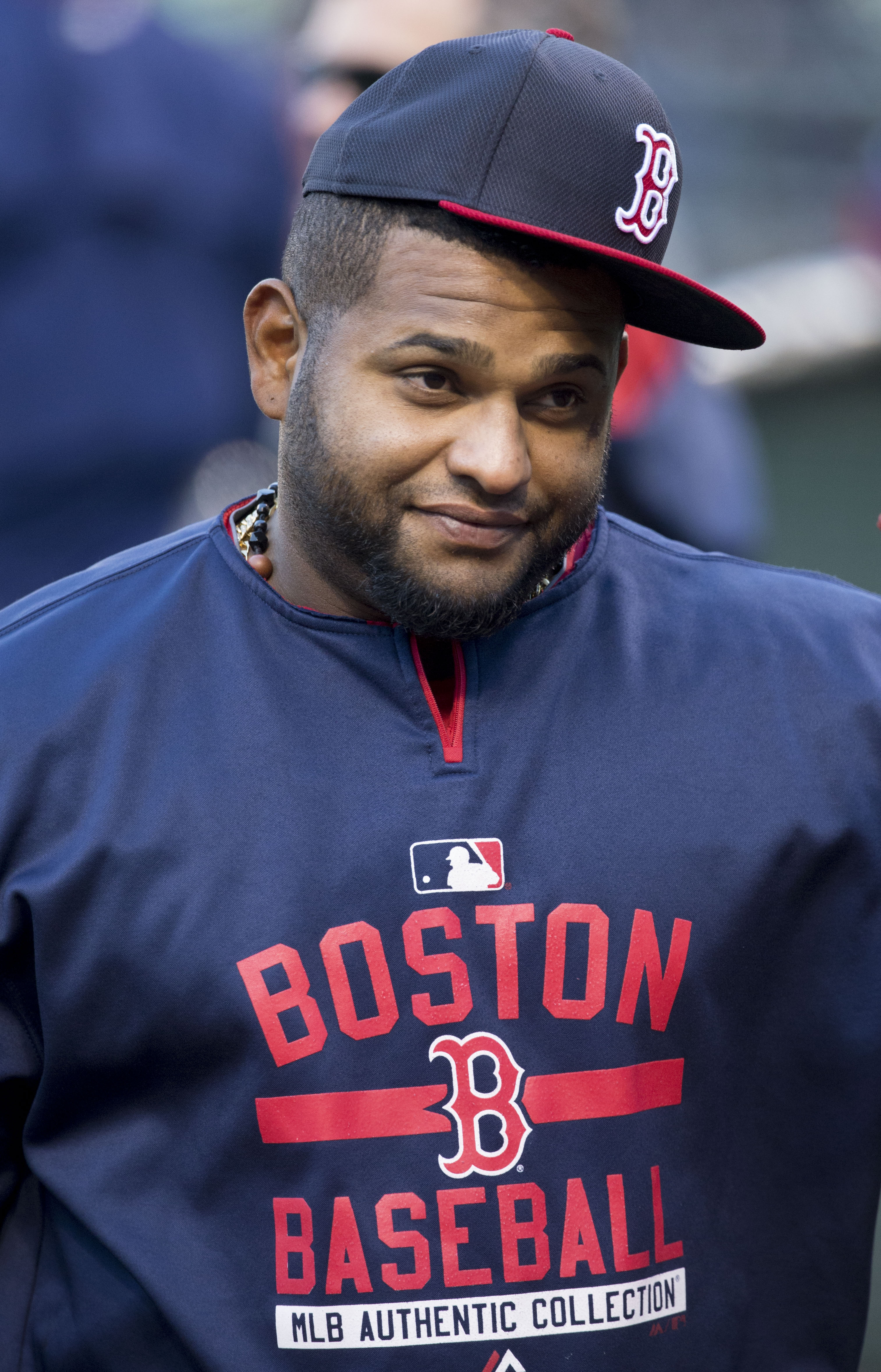
Pablo Sandoval avec les Red Sox en 2015.

Le 25 novembre 2014, Pablo Sandoval rejoint les Red Sox de Boston pour 5 saisons et 95 millions de dollars.
Sandoval est une immense déception à Boston et est libéré de son contrat alors qu'à peine la moitié de la durée totale de celui-ci est écoulée.
En 161 matchs joués de 2015 à 2017 pour Boston, il ne frappe que pour ,237 avec 14 circuits et 59 points produits.
En plus d'une faible production offensive, les problèmes de poids qui faisaient occasionnellement surface à San Francisco deviennent généralisés et Sandoval est dans une forme physique qui laisse à désirer.
En 2016, il est limité à 3 matchs joués et 7 passages au bâton après une opération à l'épaule gauche qui met un terme à sa courte saison.
Même s'il se présente à l'entraînement de printemps en meilleure forme et avec plusieurs kilos en moins, Sandoval ne frappe que pour ,212 de moyenne au bâton en 32 matchs des Red Sox en 2017. Boston confie habituellement le poste de troisième but à Deven Marrero, dont l'émergence, doublé du rappel des mineures de Tzu-Wei Lin, incitent les Sox à libérer Sandoval de son contrat le 19 juillet 2017.

### Retour à San Francisco
Le 22 juillet 2017, Sandoval signe un contrat des ligues mineures avec le club qui l'avait rendu célèbre, les Giants de San Francisco, et est immédiatement assigné au club-école de San Jose avant de se rapporter à celui de RiverCats de Sacramento.

### Défensive
Utilisé en défensive comme joueur de premier but, de troisième but et même comme receveur pour le lanceur Barry Zito, Sandoval se voit généralement accorder le poste de troisième coussin pour la saison 2009. C'est presque exclusivement au troisième qu'il évolue depuis.
Pablo Sandoval est ambidextre. Il frappe des deux côtés du marbre, mais peut aussi lancer des deux mains. Les Ligues majeures le classent parmi les joueurs lançant de la droite, cependant, puisque c'est cette main qu'il utilise pour lancer la balle lorsqu'il joue en défensive.

## Vie personnelle
Le physique rondelet de Pablo Sandoval a inspiré un surnom que lui donnent les partisans des Giants et les journalistes sportifs, Kung Fu Panda, sobriquet inspiré du populaire film d'animation du même nom paru en 2008. On réfère parfois aux exploits de Sandoval par Pandamonium,, jeu de mots avec « panda » et « pandémonium ».
Son frère aîné Michael Sandoval, né en 1981 et aussi joueur de premier et troisième but, a joué dans les ligues mineures de baseball de 1999 à 2004 dans l'organisation des Twins du Minnesota, puis en 2010 avec les Giants de San Jose,.